# Schlacht bei Honnecourt
Les Avins – Löwen – Tornavento – Guetaria – Fontarrabie – Corbie – Diedenhofen 1639 – Turin – Arras 1640 – Aire-sur-la-Lys – La Marfée – Honnecourt – Barcelona – Cartagena – Diedenhofen 1643 – Rocroi – Orbetello – Fort Mardyck – Dünkirchen – Rethel – Bordeaux – Lens – Arras 1654 – Valenciennes – Dünenschlacht
Die Schlacht bei Honnecourt vom 26. Mai 1642 brachte einen Sieg Spaniens über Frankreich. Sie fand bei Honnecourt-sur-Escaut in der Nähe von Cambrai statt.
In dieser Schlacht wurde die französische Champagne-Armee unter der Führung des Marschalls Antoine III. de Gramont, Comte de Guiche, fast völlig aufgerieben. Sie verlor gegen einen doppelt so starken Gegner drei Viertel ihrer Männer, 3.200 fielen in der Schlacht, 3.400 gerieten in Gefangenschaft, darunter auch der Heerführer Josias Rantzau. Der spanische Sieg war vollständig, und lediglich die Vorsicht oder der mangelnde Ehrgeiz des spanischen Kommandanten Francisco de Melo bewirkte, dass nicht ein großer Teil Nordfrankreichs vom spanischen Heer verwüstet wurde. Der Feldzug Melos verpuffte ohne großen Gewinn für Spanien.
Zwölf Monate später verlor Melo die Schlacht bei Rocroi, die heute als Beginn des Niedergangs des spanischen Imperiums gilt.